# 9883 Veecas
9883 Veecas eller 1994 TU1 är en asteroid i huvudbältet som upptäcktes den 8 oktober 1994 av den amerikanske astronomen John E. Rogers i Camarillo. Den är uppkallad efter föreningen Ventura County Astronomical Society (VCAS)
Den tillhör asteroidgruppen Vesta.